# Ласло Немеш

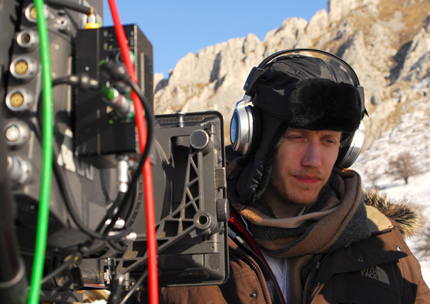
Ласло Немеш на зйомках. 2008 р.

Не́меш Є́леш Ла́сло (угор. Nemes László; нар. 18 лютого 1977, Будапешт, Угорщина) — угорський кінорежисер, сценарист та продюсер.

## Життєпис
Ласло Немеш народився 18 лютого 1977 року в Будапешті, Угорщина. Його батько — Андраш Єлеш — режисер, сценарист, актор та драматург. У 1989–2003 роках Ласло Немеш жив у Парижі, де вивчав в університеті історію, літературу, міжнародні відносини і сценарну справу.
З 2001 року Немеш працював помічником режисерів в Угорщині і у Франції. З 2005 по 2007 роки Ласло Немеш був помічником Бели Тарра у роботі над фільмом «Людина з Лондона». У вересні 2006 року Ласло переїхав до Нью-Йорка, де навчався режисерській майстерності у Школі мистецтв Тіш. Короткометражний фільм Ласло Немеша «Каунтерпарт» (2008) був представлений на кінофестивалях у Бухаресті, Бергамо, Валенсії.
У вересні 2008 року Ласло Немеш став членом Європейської кіноакадемії.
У 2015 році Ласло Немеш дебютував повнометражною драмою про Голокост під час Другої світової війни «Син Саула», яка принесла йому міжнародну славу. Стрічка отримала низку престижних фестивальних та професійних кінонагород, зокрема Гран-прі журі 68-го Каннського кінофестивалю, та була висунута Угорщиною на здобуття кінопремії Оскар у 2016 році.

## Фільмографія
| Рік  | Українська назва      | Оригінальна назва | Примітки                                        |
| ---- | --------------------- | ----------------- | ----------------------------------------------- |
| 1999 | Прибуття              | Arrivals          | (короткометражка); режисер, сценарист           |
| 2007 | Терпіння              | Türelem           | (короткометражка); режисер, сценарист           |
| 2008 | Каунтерпарт           | The Counterpart   | (короткометражка); режисер, сценарист           |
| 2010 | Джентльмен прощається | Az úr elköszön    | (короткометражка); режисер, сценарист, продюсер |
| 2015 | Зеро                  | Zero              | актор                                           |
| 2015 | Син Саула             | Saul fia          | режисер, сценарист (з Кларою Роєр)              |
| 2018 | Захід Сонця           | Napszállta        | режисер, співсценарист                          |

## Визнання
| Рік                                                                            | Категорія                                  | Фільм                    | Результат |
| ------------------------------------------------------------------------------ | ------------------------------------------ | ------------------------ | --------- |
| Угорський кінофестиваль                                                        |                                            |                          |           |
| 2007                                                                           | Найкращий короткометражний фільм           | Терпіння                 | Перемога  |
| 2010                                                                           | Найкращий режисер короткометражного фільму | Джентльмен прощається    | Перемога  |
| Міжнародний кінофестиваль документальних та короткометражних фільмів у Більбао |                                            |                          |           |
| 2007                                                                           | Срібний Мікельді                           | Терпіння                 | Перемога  |
| Міжнародний кінофестиваль DaKINO                                               |                                            |                          |           |
| 2008                                                                           | Гран-прі журі                              | Каунтерпарт              | Перемога  |
| Приз Європейської кіноакадемії                                                 |                                            |                          |           |
| 2008                                                                           | Найкращий короткометражний фільм           | Терпіння                 | Номінація |
| Каннський кінофестиваль                                                        |                                            |                          |           |
| 2015                                                                           | Золота пальмова гілка                      | Син Саула                | Номінація |
| 2015                                                                           | Гран-прі журі                              | Син Саула                | Перемога  |
| 2015                                                                           | Приз ФІПРЕССІ                              | Син Саула                | Перемога  |
| 2015                                                                           | Приз Франсуа Шале                          | Син Саула                | Перемога  |
| 2015                                                                           | Золота камера                              | Син Саула                | Номінація |
| Гентський міжнародний кінофестиваль                                            |                                            |                          |           |
| 2015                                                                           | Гран-прі за найкращий фільм                | Син Саула                | Номінація |
| Гамбурзький кінофестиваль                                                      |                                            |                          |           |
| 2000                                                                           | Приз кінокритиків                          | Син Саула                | Номінація |
| Гавайський міжнародний кінофестиваль                                           |                                            |                          |           |
| 2015                                                                           | Приз EuroCinema за найкращий фільм         | Син Саула                | Номінація |
| Лондонський кінофестиваль                                                      |                                            |                          |           |
| 2015                                                                           | Найкращий фільм                            | Син Саула                | Номінація |
| Сараєвський кінофестиваль                                                      |                                            |                          |           |
| 2015                                                                           | Приз Серце Сараєво за найкращий фільм      | Син Саула                | Номінація |
| 2015                                                                           | Спеціальний приз журі                      | Син Саула                | Перемога  |
| Стокгольмський міжнародний кінофестиваль                                       |                                            |                          |           |
| 2015                                                                           | Бронзовий кінь за найкращий фільм          | Син Саула                | Номінація |
| 2015                                                                           | Найкращий режисер                          | Ласло Немеш              | Перемога  |
| Міжнародний кінофестиваль в Сан-Пауло                                          |                                            |                          |           |
| 2015                                                                           | Приз міжнародного журі                     | Найкращий художній фільм | Номінація |
| Загребський кінофестиваль                                                      |                                            |                          |           |
| 2015                                                                           | «Золота коляска» за найкращий фільм        | Син Саула                | Перемога  |
| Спільнота кінокритиків Нью-Йорка                                               |                                            |                          |           |
| 2015                                                                           | Найкращий фільм                            | Син Саула                | Перемога  |
| Золотий глобус                                                                 |                                            |                          |           |
| 2016                                                                           | Найкращий фільм іноземною мовою            | Син Саула                | Перемога  |
| Кінопремія «Незалежний дух»                                                    |                                            |                          |           |
| 2016                                                                           | Найкращий фільм                            | Син Саула                | Номінація |
| Венеційський міжнародний кінофестиваль                                         |                                            |                          |           |
| 2018                                                                           | Золотий лев                                | Захід Сонця              | Номінація |
| 2018                                                                           | Приз ФІПРЕССІ за найкращий фільм           | Захід Сонця              | Перемога  |